# Cecil ffrench Salkeld

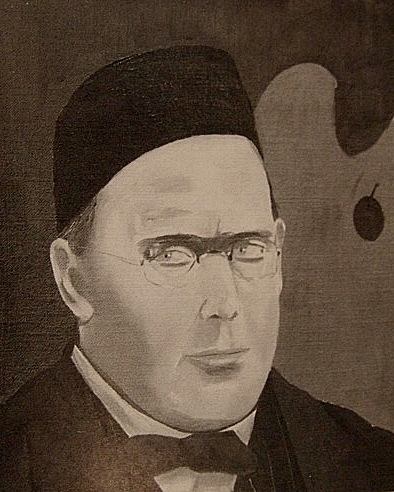
Cecil ffrench Salkeld, 1957 porträtiert von seinem Schüler Reginald Gray

Cecil ffrench Salkeld (* 9. Juli 1904 in Karimganj, Assam; † 11. Mai 1969 in Dublin) war ein irischer Maler. 

## Leben und Werk
Salkeld wurde als Sohn des Kolonialbeamten Henry Lyde Salkeld und seiner Frau Blanaid (1880–1959), die später als Schriftstellerin und Bühnenautorin bekannt wurde, geboren. Nach dem Tod des Vaters kehrte er mit seiner Mutter 1910 nach Irland zurück. Bereits mit 15 Jahren studierte er an der Metropolitan School of Art in Dublin bei Seán Keating und ab 1921 an der Kunstakademie in Kassel Malerei bei Ewald Dülberg (1888–1933). Hier schloss er sich der Bewegung Neue Sachlichkeit an. Er nahm 1922 an der Internationalen Kunstausstellung Düsseldorf teil. 1925 kehrte er nach Irland zurück. 1926 erhielt er den Taylor-Preis für das Gemälde The Builders. 1931 Freundschaft mit Samuel Beckett. 
1942 entstand das Wandbild Triumph of Bacchus im Lokal Davy Byrne’s in Dublin, dem James Joyce in seinem Ulysses ein Denkmal setzte. Mitte der 1940er Jahre malte er Ballett-Szenen, die er 1944 auf der Irish Exhibition of Living Art ausstellte. Er verfasste auch kunsttheoretische Beiträge in Fachzeitschriften und ein Theaterstück, (Berlin Duck, 1953). Er war Associate of the Royal Hibernian Academy. Einer seiner Schüler, der ihn auch porträtierte, war Reginald Gray. Salkelds Tochter Beatrice, ebenfalls Malerin, heiratete 1955 den Schriftsteller Brendan Behan.

## Werke in öffentlichen Sammlungen
- Irish Museum of Modern Art, Dublin
- National Gallery of Ireland, Dublin
- National Self Portrait Collection, Limerick
- Victoria and Albert Museum, London